# James Fitzgerald (16e comte de Desmond)
Pour les articles homonymes, voir James FitzGerald.
James fitz Thomas FitzGerald, surnommé le « comte de la Tour » (Súgán Earl ; mort en 1608), était un prétendant au comté de Desmond, en Irlande. Il reprit la tête de la rébellion contre les colons anglais à la mort de Gerald FitzGerald (15e comte de Desmond), en 1583. Il revendiquait le titre en tant que dernier aîné vivant de James Fitzgerald (14e comte de Desmond), en dépit du fait que le mariage de ses grands-parents paternels eut été annulé pour consanguinité.

## Mariage
James Fitzthomas FitzGerald épousa Ellen, veuve de Maurice FitzGibbon, frère aîné du « Chevalier Blanc » Edmund FitzGibbon FitzGerald ; le couple n'eut pas d'enfant.

### Prétentions sur le comté de Desmond
Dès qu'il prit conscience qu'il était l'héritier potentiel d'un fief en déshérence, James Fitzthomas déposa une réclamation auprès de la reine Élisabeth demandant le rétablissement de ses droits, et sa demande fut d'abord accueillie favorablement : la Couronne lui proposa une pension annuelle. C'est pourquoi, tout au long des combats menés par son oncle Gerald, lui et son père demeurèrent alliés des Anglais ; mais sitôt la mort du comte connue, les deux hommes revendiquèrent à leur tour le titre de comte. Mais cela aurait remis en question les possessions des colons anglais de la province de Munster,,,.

### Tentatives pour s'emparer du pouvoir
En 1598, James FitzGerald, poussé par son frère John FitzThomas autant que par Hugh O'Neill, parvint à soulever la province de Munster. Il prit le titre de comte de Desmond, et se trouva avant peu à la tête de 8 000 hommes issus des différents clans. Le 12 octobre 1598, conscient qu'il n'obtiendrait ainsi aucune reconnaissance officielle « pour préserver ses droits, confiant dans le Tout-Puissant pour l'assister », James FitzThomas répondit au recours du comte d'Ormonde par un exposé des abus dont de celui-ci se serait rendu coupable.
FitzGerald soutint le combat pendant trois ans : il s'empara d'abord du château de Desmond à Newcastle West (1598), mais le perdit l'année suivante. En octobre 1600, alors qu'il se repliait depuis les bois d'Aharlow, il fut débusqué par le capitaine Richard Graeme et son contingent de Kilmallock. De ce jour, les Geraldines cessèrent de combattre. Dispersant ses troupes, le « comte » se réfugia dans les bois, jusqu'à ce qu'en mai 1601, Sir George Carew apprenne qu'il s'y trouvait, « déguisé en prêtre, mais déterminé à mourir plutôt que de quitter la province, nourrissant toujours l'espoir d'être secouru par l'Ulster ou par l'Espagne. » Carew offrit une récompense pour le capturer mort ou vif, en vain ; enfin, le 29 mai, Edmund Fitzgibbon le découvrit au fond d'une grotte obscure à plusieurs pieds sous terre, dans les environs de Mitchelstown. FitzGerald fut jeté dans les fers, mais sa popularité était telle que le convoi qui l'emmenait au donjon Shandon, à Cork, était suivi d'une grande foule. À Cork, il fut condamné pour trahison.
Les premiers temps, Carew envisagea de se servir de lui pour combattre Hugh O'Neill ; mais le 13 août, désespérant de le retourner, il le fit escorter jusqu'en Angleterre, où il fut immédiatement détenu à la Tour de Londres. On n'a que peu de détail sur ses dernières années : il serait mort en 1608, et inhumé dans la chapelle de la Tour de Londres.
Après l'arrestation de FitzGerald, son frère et compagnon d'armes John FitzThomas FitzGerald, prit la fuite avec sa femme en Espagne, et vécut encore quelques années à Barcelone sous le titre de Conde de Desmond. Son fils Gerald, se mit au service de l'empereur Ferdinand, et fut tué au combat en 1632.